# Walter Kobéra
Walter Kobéra est un chef d'orchestre autrichien.

## Biographie
Kobéra va au Musikgymnasium de Vienne, étudie le violon et est en 1978 membre du Tonkünstler-Orchester Niederösterreich, également chef d'orchestre et assistant musical d'Isaac Karabtchevsky et de Fabio Luisi. En 1986, il fonde l'amadeus ensemble-wien, spécialisé dans le théâtre musical contemporain. Walter Kobéra est professeur de musique moderne à l'académie de musique et des arts du spectacle de Vienne.
Depuis 1991, il est directeur musical du New Opera Vienna et depuis 1993, il en est également l'intendant.
Walter Kobéra est le directeur artistique de la série de concerts "Klangerlebnis Stephansdom", qui a lieu depuis 2008. Il a notamment collaboré avec le Tonkünstler-Orchester Niederösterreich, l'Orchestre symphonique de Vienne, l'Orchestre symphonique de la radio de Vienne et l'Ensemble die reihe.

## Premières
- Axel Seidelmann : Hiob (1994)
- Alban Berg, Friedrich Cerha : Lulu (1994)
- Dirk D'Ase : Arrest (2000)
- Wolfram Wagner, Silke Hassler d'après Peter Turrini : Endlich Schluss (2003)
- Christoph Coburger d'après Daniil Charms : Zwischenfälle (2004)
- Christoph Cech – Claudio Monteverdi : Orfeo (2005)
- Thomas Pernes, Gloria G. : Zauberflöte06 (2006)
- Dieter Kaufmann d'après Josef Winkler : Requiem für Piccoletto (2006)
- Erik Hojsgaard d'après Ödön von Horváth : Don Juan kommt aus dem Krieg (2006)
- Richard Dünser, Thomas Höft : Radek (2006)
- Dieter Kaufmann d'après Elfriede Jelinek : FUGE – UNFUG – E (2008)
- Herwig Reiter, Peter Turrini d'après Goldoni : Campiello (2010)
- Markus Lehmann-Horn d'après Michael Schneider : Woyzeck 2.0 - Traumfalle (2012)
- Péter Eötvös : Paradise Reloaded (Lilith) (2013)[1]
- Šimon Voseček : Biedermann und die Brandstifter (2013)